# Suddenly, Last Summer
Suddenly, Last Summer (br: De Repente, No Último Verão / pt: Bruscamente no Verão Passado) é um filme estadunidense de 1959, do gênero drama, dirigido por Joseph L. Mankiewicz, com roteiro de Gore Vidal e Tennessee Williams, baseado em sua peça.
O filme foi gravado na Inglaterra, no Shepperton Studios em Londres.
A trama se passa em 1937, período em que a Espanha estava passando pela guerra civil que começara em julho de 1936. Esse fato não é mencionado, embora na época tenham acontecido naquele país várias revoltas da população, como as contadas no climax do filme.

## Sinopse

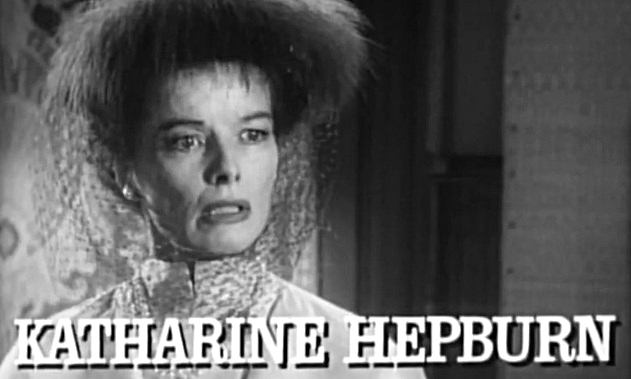
Cena do filme mostrando Katharine Hepburn

Em 1937, um brilhante e jovem neurocirurgião chamado Dr. John Cukrowicz, realiza uma operação de lobotomia num hospital estadual, em precárias condições. A rica dama Violet Venable entra em contato com o médico para que ele aceite como paciente uma sobrinha sua, Catherine Holly, e o diretor do hospital percebe que essa poderá ser a chance de receber grandes doações. Catherine foi diagnosticada como portadora de uma enfermidade mental grave e internada numa clínica. Ela não pode mais ficar lá depois de um escândalo envolvendo um funcionário de idade avançada. O médico vai ao encontro de Violet e fica sabendo que Catherine sofrera um colapso nervoso após presenciar a morte do primo Sebastian, filho de Violet, durante uma viagem de verão à Espanha. Enquanto examina Catherine no hospital e tenta fazê-la se lembrar das circunstâncias ocorridas quando da morte do primo, o dr. Cukrowicz recebe a pressão da rancorosa Violet, que culpa a suposta insanidade da sobrinha pela morte do filho e quer que o médico realize a operação no cérebro dela.    

## Elenco
- Elizabeth Taylor .... Catherine Holly
- Katherine Hepburn .... Sra. Violet Venable
- Montgomery Clift .... Dr. John Cukrowicz
- Albert Dekker .... Dr. Hockstader
- Mercedes McCambridge .... Sra. Holly
- Gary Raymond .... George Holly
- Marvis Villiers .... Srta. Foxhill
- Patricia Marmont .... Enfermeira Benson
- Joan Young .... Madre Felicity
- Maria Britneva .... Lucy

## Principais prêmios e indicações
Oscar 1960 (EUA)
- Indicado nas categorias de melhor atriz (Elizabeth Taylor e Katharine Hepburn), e melhor direção de arte - preto e branco.

Globo de Ouro 1960 (EUA)
- Vencedor na categoria de melhor atriz - drama (Elizabeth Taylor).